# Magic and Loss: Live in Concert
Magic and Loss: Live in Concert je koncertní VHS Lou Reeda. Jedná se o koncertní ztvárnění alba Magic and Loss, vydaného v lednu roku 1992. Koncert byl nahrán 18. března 1992 a vyšel 11. srpna téhož roku. Ve skladbách „Power and Glory“, „Dirty Blvd.“, „Satellite of Love“ a „Walk on the Wild Side“ zpívá spolu s Lou Reedem i jazzový zpěvák Little Jimmy Scott.

## Seznam skladeb
| Pořadí | Název                   | Délka |
| ------ | ----------------------- | ----- |
| 1.     | Dorita                  | —     |
| 2.     | What's Good             | —     |
| 3.     | Power and Glory         | —     |
| 4.     | Magician                | —     |
| 5.     | Sword of Damocles       | —     |
| 6.     | Goodby Mass             | —     |
| 7.     | Cremation               | —     |
| 8.     | Dreamin'                | —     |
| 9.     | No Chance               | —     |
| 10.    | Warrior King            | —     |
| 11.    | Harry's Circumcision    | —     |
| 12.    | Gassed and Stoked       | —     |
| 13.    | Power and Gloru Part II | —     |
| 14.    | Magic and Loss          | —     |
| 15.    | A Dream                 | —     |
| 16.    | Dirty Blvd.             | —     |
| 17.    | Sweet Jane              | —     |
| 18.    | I'm Waiting for the Man | —     |
| 19.    | Rock & Roll             | —     |
| 20.    | Satellite of Love       | —     |
| 21.    | Walk on the Wild Side   | —     |

## Sestava
- Lou Reed - kytara, zpěv
- Mike Rathke - kytara
- Rob Wasserman - baskytara
- Michael Blair - bicí
- Little Jimmy Scott - doprovodný zpěv